# Thomas Faust
Thomas Faust (* 1963 in Unna) ist ein deutscher Ökonom und Verwaltungswissenschaftler. Er ist Autor verschiedener Fachpublikationen sowie Wissenschaftliches Mitglied der Kueser Akademie für Europäische Geistesgeschichte.

## Leben
Thomas Faust erwarb die Allgemeine Hochschulreife am Theodor-Heuss-Gymnasium in Hagen. Danach studierte er Rechtswissenschaft, Betriebswirtschaftslehre und Sozialökonomie in Bochum, Heidelberg und Hamburg. Im Jahr 2003 promovierte er mit einer Arbeit zur Organisationsethik zum Dr. rer. pol.
Thomas Faust wurde im Jahr 2012 zum Wissenschaftlichen Mitglied der Kueser Akademie für Europäische Geistesgeschichte in Bernkastel-Kues berufen. In den Jahren 2010 bis 2014 wirkte er am Lehrprojekt „ethos“ mit, das mit dem Max-Weber-Preis für Wirtschaftsethik ausgezeichnet wurde. Seine Forschungsaktivitäten erstrecken sich insbesondere auf die Themenfelder Compliance, Verwaltungsethik, Public Management und Integritätscontrolling.

## Monographien
- Organisationskultur und Ethik: Perspektiven für öffentliche Verwaltungen (= Dissertation), Tenea, Berlin 2003, ISBN 978-3-8650-4032-9.
- Compliance und Korruptionsbekämpfung. Beiträge und Übungen zur Organisationsethik (Band 1), 2. Aufl., Books on Demand, Norderstedt 2016, ISBN 978-3-7412-4285-4.
- Controlling und Ethik-Unterricht. Beiträge und Übungen zur Organisationsethik (Band 2), 2. Aufl., Books on Demand, Norderstedt 2017, ISBN 978-3-7431-3987-9.
- Betriebswirtschaft, Unternehmensgründung und -entwicklung. Basics der BWL (Band 1), Books on Demand, Norderstedt 2019, ISBN 978-3-7528-5024-6.
- Management und Agilität. Basics der BWL (Band 2), Books on Demand, Norderstedt 2020, ISBN 978-3-7504-2732-7.